# Le Serrain
Le Serrain est une ancienne commune d'Indre-et-Loire, annexée le 8 mars 1821 par Semblançay. Le Serrain a porté les noms de Sartrinum, Sutrinum et Serrin (XIe siècle). C'est une ancienne paroisse qui était du ressort de l'élection de Tours et faisait partie de l'archidiaconé d'Outre-Loire et du doyenné de Saint-Christophe.

## Démographie
| 1793 | 1800 | 1806 | 1821 |
| ---- | ---- | ---- | ---- |
| 155  | 152  | 142  | 153  |

### Liste des maires
| Période | Période  | Identité                          | Étiquette | Qualité                                                  |
| ------- | -------- | --------------------------------- | --------- | -------------------------------------------------------- |
| 1792    |          | Guillaume-Gabriel-Marie Dubault   |           | ancien conseiller du roi et receveur des tailles à Tours |
| 1807    | En cours | Louis-François Gautier de La Lege |           |                                                          |
| 1810    | En cours | René Potier                       |           |                                                          |
| 1819    | En cours | Avrouin-Foulon                    |           |                                                          |